# Ignazio La Russa
Ignazio La Russa (Paternò, 18 de juliol de 1947) és un advocat i polític italià, antic ministre i membre del partit Germans d'Itàlia. Des d'octubre de 2022 ocupa el càrrec de President del Senat d'Itàlia, el segon càrrec polític més alt d'Itàlia.

## Biografia
D'origen sicilià, va viure a Milà. Fill d'Antonino La Russa, antic senador del partit feixista Moviment Social Italià (MSI). Va estudiar un liceu de Sankt Gallen, per a després fer els seus estudis en una universitat de la Suïssa alemanya, així com a la Universitat de Pavia, on va obtenir el grau de jurista.
Com a advocat, va assumir la defensa de les parts civils en els processos per als homicidis de Sergio Ramelli a Milà i Graziano Giralucci i Giuseppe Mazzola a Pàdua, tots ells causats per les Brigades Vermelles.

### Carrera política
Membre del Moviment Social Italià - Dreta Nacional (MSI-DN) des de molt jove, va ser elegit conseller regional de Llombardia el 1985 i diputat el 1992. Va ser reelegit el 1994 a les llistes del MSI-DN. El 1995, és un dels fundadors de l'Aliança Nacional (AN), un partit d'extrema dreta creat sobre les cendres del MSI per Gianfranco Fini. Va conservar el seu escó de diputat el 1996, 2001 i 2006 sota les llistes de l'Aliança Nacional, però el 2008 torna a canviar i es presenta ara pel El Poble de la Llibertat (PdL). S'acomiada del parlament el 7 de maig de 2008 per formar part del Govern Berlusconi com a ministre de Defensa, càrrec que va conservar fins a la dimissió del Govern el 12 de novembre de 2011. Fou reemplaçat per l'almirall Giampaolo Di Paola.

### Germans d'Itàlia
Al desembre de 2012, del partit de Silvio Berlusconi El Poble de la Llibertat es produeix una escissió i es crea els Germans d'Itàlia - Centredreta Nacional (FdI-CDN) una nova formació d'ultra dreta italiana. La Russa serà elegit diputat en les eleccions generals d'Itàlia de 2013. Situant-se en l'oposició al Govern Letta, fou elegit president de la comissió permanent de la Cambra de Diputats amb el recolzament del seu partit i El Poble de la Llibertat el 7 de maig de 2013. Fou el president del partit fins al 2014, quan fou substituït per Giorgia Meloni.
Ha estat parlamentari de manera continuada durant vint-i-sis anys, després de la seva reelecció en les eleccions generals d'Itàlia de 2018.
Entre 2018 i 2022 fou vicepresident del Senat i l'octubre de 2022 fou escollit President del Senat d'Itàlia.

## Opinions polítiques
Sovint acusat de ser un polític neofeixista, La Russa s'ha descrit com a conservador. Al llarg de tota la seva carrera política, gràcies a la seva trajectòria professional, va actuar com a portaveu de la dreta italiana en temes relacionats amb la justícia, així com en temes relacionats amb la seguretat dels ciutadans, la immigració, la reducció de la càrrega fiscal i salvaguarda de la identitat nacional.

## Polèmiques
Durant la seva llarga trajectòria, La Russa ha estat sovint protagonista de diverses polèmiques. Una conferència de premsa del llavors primer ministre Silvio Berlusconi celebrada el 10 de març de 2010 va ser interrompuda diverses vegades per l'activista polític Gian Rocco Carlomagno. La Russa, que ja l'havia convidat amablement a sortir de la sala, es va acostar a l'activista, estirant-lo i empenyent-lo cap a la sortida, mentre el manifestant acusava La Russa de ser feixista.
El 12 de febrer de 2011, La Russa va donar una puntada de peu i va insultar al periodista d'AnnoZero Corrado Formigli, que li volia fer preguntes sobre els escàndols sexuals de Berlusconi. La Russa inicialment es va disculpar per les declaracions, però després va acusar Formigli d'haver-li donat una puntada de peu a l'esquena i Formigli va ser allunyat pel servei de seguretat. A més, La Russa fou investigat pel  Tribunal de Comptes d'Itàlia per malversació de fons en relació amb l'ús de vols estatals per assistir a un partit de futbol entre l'Inter de Milà i el Schalke 04 el 2011.
A l'inici de la pandèmia de COVID-19 a Itàlia, va suggerir a les xarxes socials renunciar a l'encaixada de mans antihigiènica i substituir-la per la salutació feixista. Durant un debat televisiu el 15 de setembre, una setmana abans de les eleccions generals italianes de 2022, La Russa va afirmar que "tots som hereus del Duce". A la seva casa de Milà, La Russa recull diverses estàtues i records de Benito Mussolini i el seu moviment feixista, així com fotos i pintures sobre les campanyes colonials d'Itàlia.